# Stigmacros armstrongi
Stigmacros armstrongi är en myrart som beskrevs av Mcareavey 1957. Stigmacros armstrongi ingår i släktet Stigmacros och familjen myror. Inga underarter finns listade i Catalogue of Life.